# Cannstatter Wasen

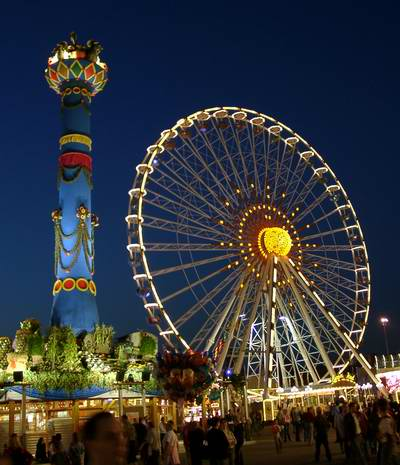
Colonna delle messi con ruota panoramica

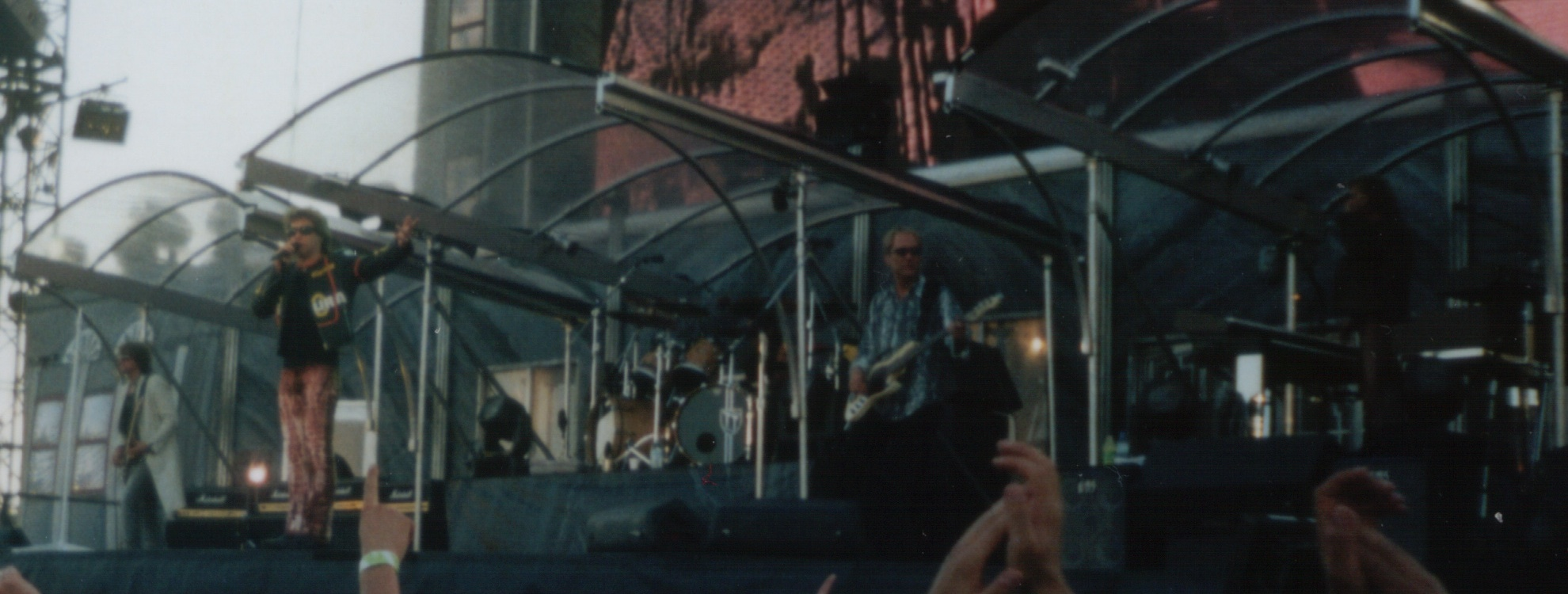
Bon Jovi live al Cannstatter Wasen il 22. giugno 2001

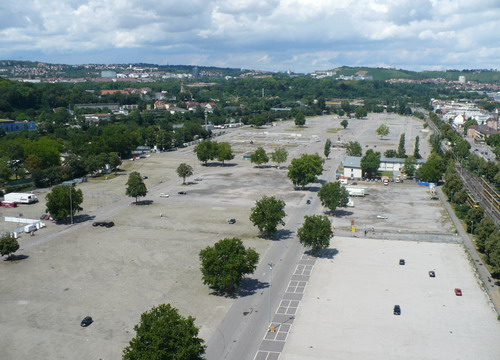
Cannstatter Wasen

Il Cannstatter Wasen è un grande terreno per feste di 35 ettari situato sulle rive del Neckar nel quartiere di Bad Cannstatt a Stoccarda. Il nome del terreno è una designazione per un pascolo. Il termine è anche usato colloquialmente come sinonimo dei due grandi festival popolari, il Cannstatter Volksfest e il Stuttgarter Frühlingsfest, che si svolgono ogni anno sul terreno del festival. Il Cannstatter Wasen ha celebrato il suo 200º anniversario come terreno per feste ed esposizioni nel 2018.
Il Cannstatter Wasen è parte del parco eventi Neckarpark. Fino al 2005, la denominazione "Cannstatter Wasen" era ancora ufficialmente utilizzata per l'intero sito. Il Neckarpark costituisce la maggior parte del quartiere Bad Cannstatter Wasen con 35 abitanti (al maggio 2005), a cui appartiene anche una parte dello stabilimento Mercedes-Benz di Untertürkheim.

## Utilizzo
Oltre ai due festival popolari, sul Cannstatter Wasen si svolgono occasionalmente numerosi altri eventi, come spettacoli circensi, fiere sportive e agricole, in particolare la fiera agricola principale, nonché concerti all'aperto. In occasione di altri eventi nel Neckarpark, il terreno del festival viene utilizzato come parcheggio.
Nel 1907 si tenne qui un incontro internazionale di massa per la pace tra i popoli e la liberazione dei popoli all'inizio del Congresso Socialista a Stoccarda, al quale parteciparono 60.000 persone. All'inizio dell'aviazione civile, il Cannstatter Wasen fu utilizzato anche per diversi anni come aeroporto e aerosxslo per i dirigibili della città di Stoccarda. Nel 1911, Ernst Heinkel decollò da qui con un aereo di sua costruzione e nel 1919 fu costruito un campo di atterraggio. Dal 1921 al 1924, Paul Strähle effettuò voli postali dal Wasen; tuttavia, non vi era una regolare attività di volo civile. Dal 1925, tutti i voli vennero gestiti dall'aeroporto di Böblingen.
Al Wasen 2015 si sono prodotte 56 tonnellate di rifiuti.

### Traffico
Sul sito si trova la fermata Cannstatter Wasen, servita dalla U19 della Stadtbahn di Stoccarda nei giorni feriali e dalla U11 durante gli eventi.

## Grandi eventi
- Festival di Primavera di Stoccarda ad aprile
- Corsa di Stoccarda con mezza maratona a giugno
- Festa di Kessel a giugno
- Cannstatter Volksfest alla fine di settembre
- World Christmas Circus dicembre/gennaio
- Circo Krone